# ایساندرا (بخش)
ایساندرا (به لاتین: Isandra) یک بخش‌های ماداگاسکار در ماداگاسکار است که در هائوته ماتسیاترا واقع شده‌است.